# Kingston (ville, New York)
Pour les articles homonymes, voir Kingston.
Kingston est une ville du comté d'Ulster, dans l'État de New York, aux États-Unis,. En 2010, elle compte une population de 889 habitants.

## Démographie
Lors du recensement de 2010, la ville comptait une population de 889 habitants, tandis qu'en 2016, elle est estimée à 884 habitants.